# Calvin-Krater
Koordinaten: 41° 50′ 0″ N, 85° 57′ 0″ W
Der Calvin-Krater ist ein Einschlagkrater auf dem Gebiet von Calvin Township im Cass County im US-Bundesstaat Michigan.
Auf der Erdoberfläche ist der Krater nicht zu sehen. Er liegt etwa 30 bis 120 Meter darunter. Sein Durchmesser beträgt 8,5 Kilometer.
Entdeckt wurde der Krater 1987 von Randall Milstein vom Michigan Geological Survey bei der Auswertung von Daten über 100 Testbohrungen.
Das Alter wird auf 440 bis 460 Millionen Jahre geschätzt, also das Oberordovizium.